# اوژن کلاش
اوژن کلاش (به انگلیسی: Eugène Collache)‏ (۲۹ ژانویهٔ ۱۸۴۷ – ۲۵ اکتبر ۱۸۸۳) یک افسر نیروی دریایی فرانسه بود که در جبههٔ شوگون‌سالاری توکوگاوا در جنگ بوشین جنگید. او اهل فرانسه بود.